# Славко Попов
Славко Борисов Попов е български виолончелист, живял и работил в Европа. Роден е през 1904 година във Варна.
На 9-годишна възраст започва да учи виолончело и на 17 години изнася първия си самостоятелен концерт в София. Завършва Виенската консерватория в класа на Стефан Аубер и прави по-късно едногодишна специализация в Лайпцигската консерватория при учителя на Аубер Юлиус Кленгел. Остава да живее и работи във Виена, където за известно време е и преподавател в консерваторията.
Изнася концерти в Австрия, Германия, Италия, Словения, Унгария, Франция, Чехословакия. Солист е на филхармонични оркестри във Виена, Мюнхен, Прага, Страсбург, но паралелно с това се развива и като камерен изпълнител.
През 1926 година изнася концерти в Стара Загора. През 1926, 1927, 1929 и 1935 година участва в камерни концерти на ММФ „Варненско лято“ заедно с изпълнители като Боян Константинов (цигулка), Андрей Стоянов (пиано), Любен Владигеров (цигулка), Панчо Владигеров (пиано), Лиляна Христова (пиано), Анка Попова (пиано), Саша Попов (цигулка), Цветана Табакова (сопран), Михаил Попов (бас), Менахем Бенсусан (пиано).
През 1960 и 1961 година отново изнася концерти в България.